# Відвал (пристрій)

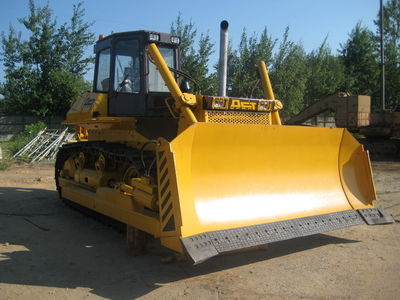
Відвал бульдозера ТМ-10

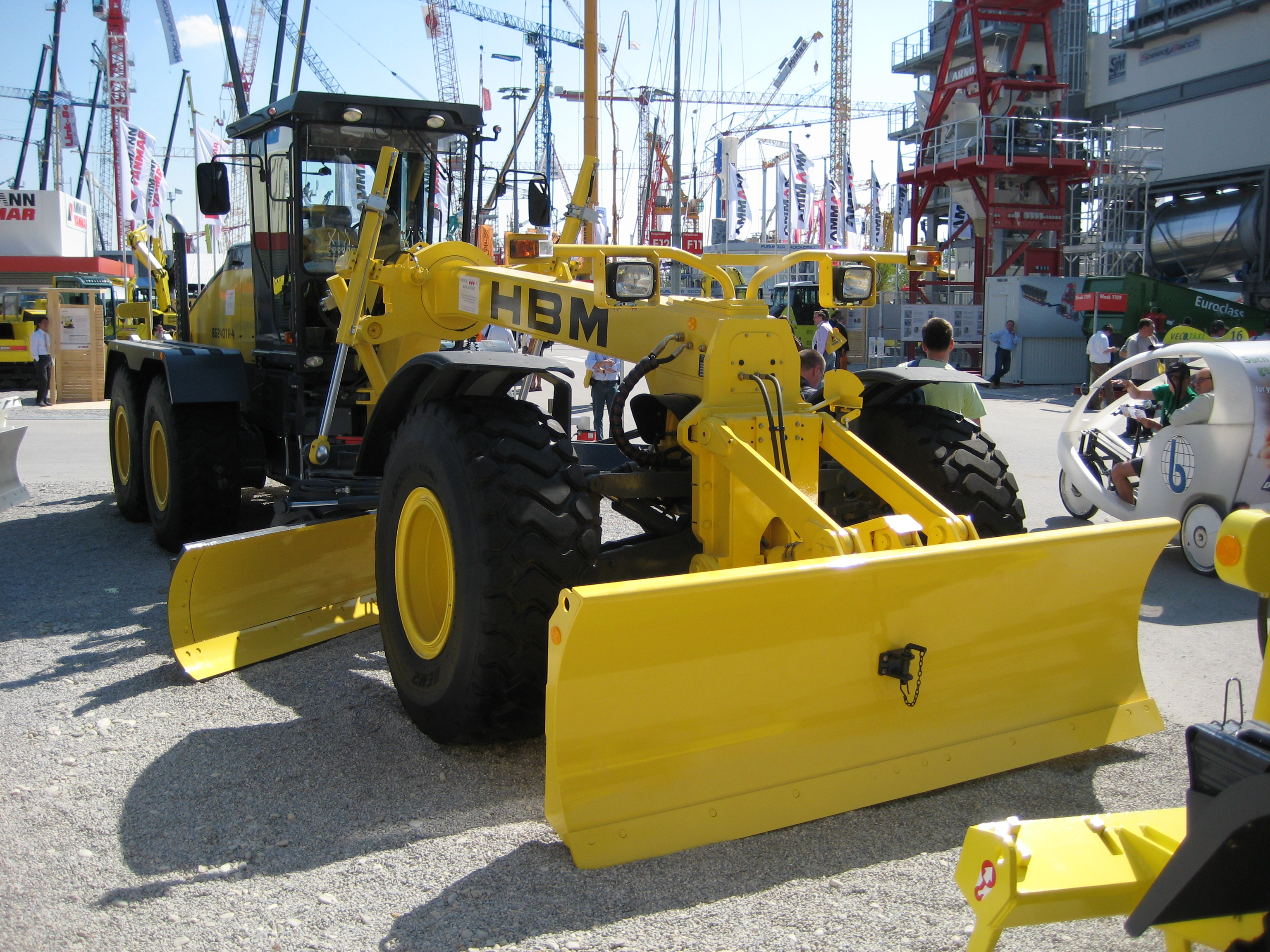
Відвали грейдера

Відва́л — навісне обладнання для бульдозерів, автогрейдерів, навантажувачів, тракторів і автомобілів, яке використовується для розробки ґрунтів, снігоприбиральних та інших робіт.
Частіше за все відвал являє собою зварну металеву конструкцію коробчастого перерізу. Вздовж нижньої крайки відвала прикріплені ножі. По боках відвала приварені «щоки», призначені для запобігання розсипанню переміщуваного матеріалу.
Маса відвалів для різних машин може коливатися в широких межах. Наприклад. маса знімного відвала для мотоблока не перевищує 10 кілограмів, а відвал бульдозерів на базі тракторів ДЕТ-250 має масу близько 4000 кг.
За допомогою відвала машина може переміщати великі обсяги вантажу за один цикл роботи (на невеликі відстані), але, на відміну він ковшів, відвали не придатні для вантаження ґрунту на транспортні засоби.